# Estatvoltio
El estatvoltio (de símbolo statV) es una unidad de tensión y potencial eléctrico que se utiliza en el Sistema Cegesimal de Unidades (cgs), especialmente útil en medidas electromagnéticas (también conocidas como "gaussianas"). La conversión al Sistema Internacional de Unidades (SI) es exactamente:
- 1 estatvoltio = 299.792458 voltios

El factor de conversión 299.792458 es simplemente el valor numérico de la velocidad de la luz expresado en m/s,  dividido por 10 6 para homogeneizar sus unidades.
El estatvoltio también se define en el sistema [cgs] como:
- 1 ergio/estatcoulombio[1]

Es una unidad útil en electromagnetismo porque un estatvoltio por centímetro es igual en magnitud a un  gauss. Así, por ejemplo, un campo eléctrico de un estatvoltio/cm tiene la misma densidad de energía que un campo magnético de un gauss. Del mismo modo, una onda que se propaga en el vacío tiene campos eléctricos y magnéticos en  planos perpendiculares tales que para cada gauss de intensidad del campo magnético, la intensidad de campo eléctrico es de un estatvoltio/cm.
El abvoltio es otra opción para una unidad de la tensión en el sistema CGS.